# Nguyên tố cổ điển

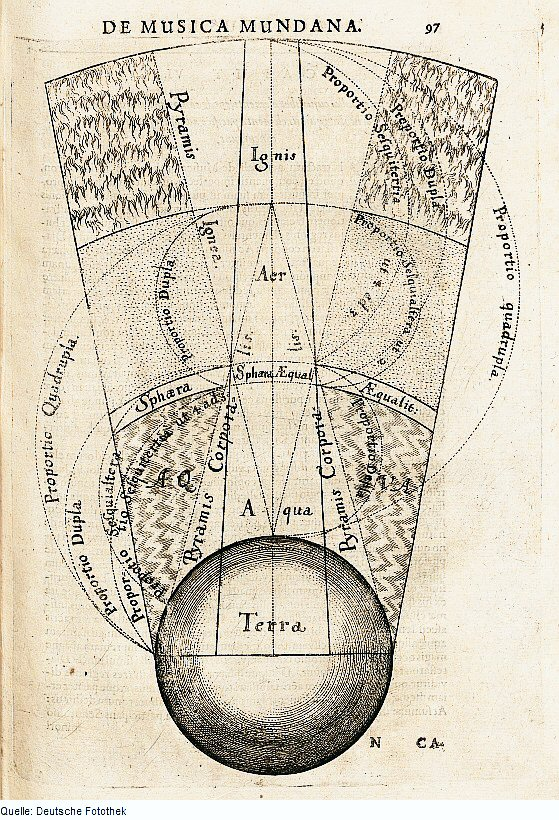
Phân đoạn của macrocosm cho thấy một quả cầu với nguyên tố Đất (terra), Nước (aqua), Khí (aer) và Lửa (ignis), Robert Fludd, 1617

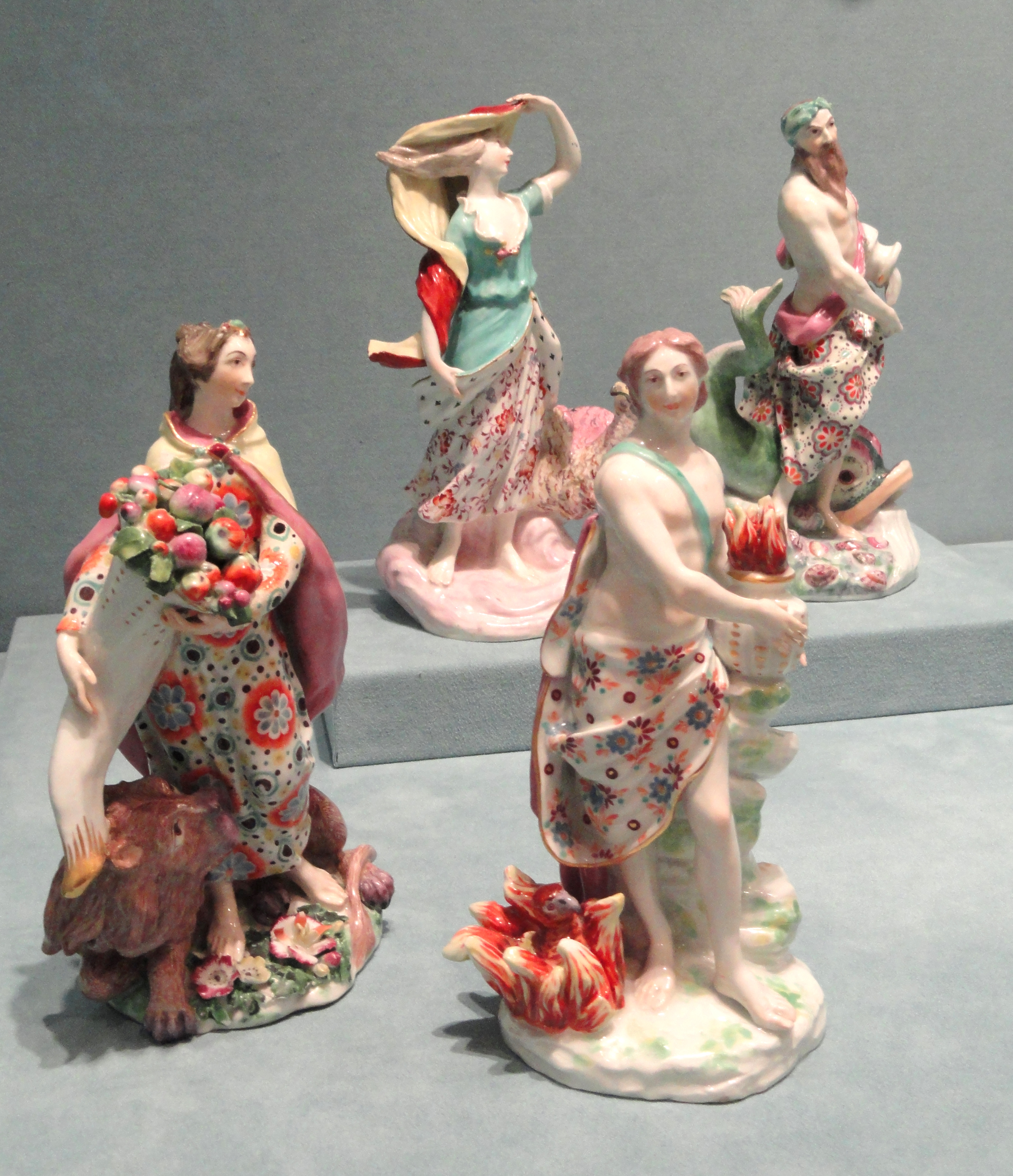
Bộ Rococo gồm các bức tượng nhân cách hóa của Bốn nguyên tố, những năm 1760, đồ sứ Chelsea, Bảo tàng nghệ thuật Indianapolis.

Các nguyên tố cổ điển thường đề cập đến các khái niệm về thổ, thủy, khí (phong), hỏa và sau đó là aether; được đề xuất để giải thích bản chất, sự phức tạp của mọi vật chất dưới dạng các chất đơn giản hơn.Trong một số ngôn ngữ khác thì không khí là gió và yếu tố thứ năm (aether) là "void". Các nền văn hóa cổ đại ở Ba Tư, Hy Lạp, Babylonia, Nhật Bản, Tây Tạng và Ấn Độ cũng có những danh sách nguyên tố tương tự. 
Ví dụ, hệ thống Tứ Đại (四大; tiếng Phạn: cattāro mahābhūtāni) của Phật giáo bao gồm bốn đại nguyên tố là Địa đại (地大, pruṭhavī-dhātu), Thủy đại (水大, āpa-dhātu), Hỏa đại (火大, eja-dhātu) và Phong đại (風大, vāyu-dhātu). Hệ thống Ngũ đại (五大 Godai) của triết học Nhật Bản bao gồm năm yếu tố là Địa (地 chi),Thủy (水 sui), Hỏa (火 ka), Phong (風 fū) và Không (空 kū). Hay hệ thống Ngũ hành của Trung Quốc bao gồm Mộc (木 mù), Hỏa (火 huǒ), Thổ (土 tǔ), Kim (金 jīn) và Thủy (水 shuǐ), mặc dù ngũ hành được mô tả nhiều hơn dưới dạng năng lượng hoặc giai đoạn chuyển tiếp chứ không phải là một loại nguyên tố.   
Những nền văn hóa khác nhau và thậm chí các nhà triết học cá nhân đã có những giải thích khác nhau về các thuộc tính của họ và cách chúng liên quan đến các hiện tượng quan sát cũng như vũ trụ học. Đôi khi những lý thuyết này trùng lặp với thần thoại và được nhân cách hóa thành các vị thần. Một số cách giải thích này bao gồm thuyết nguyên tử (ý tưởng về các phần vật chất rất nhỏ, không thể chia cắt), nhưng các cách giải thích khác coi các yếu tố có thể chia thành các phần nhỏ vô hạn mà không thay đổi bản chất của chúng.
Trong khi việc phân loại thế giới vật chất ở Ấn Độ cổ đại, Ai Cập cổ đại và Hy Lạp cổ đại thành Không khí, Trái đất, Lửa và Nước mang tính triết học hơn, trong thời kỳ thời Trung cổ Hồi giáo đã sử dụng các quan sát thực nghiệm để phân loại vật chất. Ở châu Âu, hệ thống Aristotle của Hy Lạp cổ đại đã phát triển một chút thành hệ thống thời trung cổ, lần đầu tiên ở châu Âu trở thành đối tượng được xác minh thử nghiệm vào những năm 1600, trong cuộc Cách mạng Khoa học.
Khoa học hiện đại không hỗ trợ các yếu tố cổ điển làm cơ sở vật chất của thế giới vật chất. Lý thuyết nguyên tử phân loại các nguyên tử thành hơn một trăm nguyên tố hóa học như oxy, sắt và thủy ngân. Các nguyên tố này tạo thành các hợp chất và hỗn hợp hóa học, và dưới nhiệt độ và áp suất khác nhau, các chất này có thể áp dụng các trạng thái khác nhau của vật chất. Các trạng thái quan sát phổ biến nhất của rắn, lỏng, khí và plasma có chung nhiều thuộc tính với các yếu tố cổ điển của đất, nước, không khí và lửa, nhưng các trạng thái này là do hành vi tương tự của các loại nguyên tử khác nhau ở các mức năng lượng tương tự, và không phải do chứa một loại nguyên tử nhất định hoặc một loại chất nhất định.

## Sách tham khảo
- Russell, Bertrand (1995) History of Western Philosophy, Routledge, ISBN 0-415-07854-7.
- Strathern, Paul (2000). Mendeleyev's Dream – the Quest for the Elements. New York: Berkley Books.